# 澤爾諾格勒區

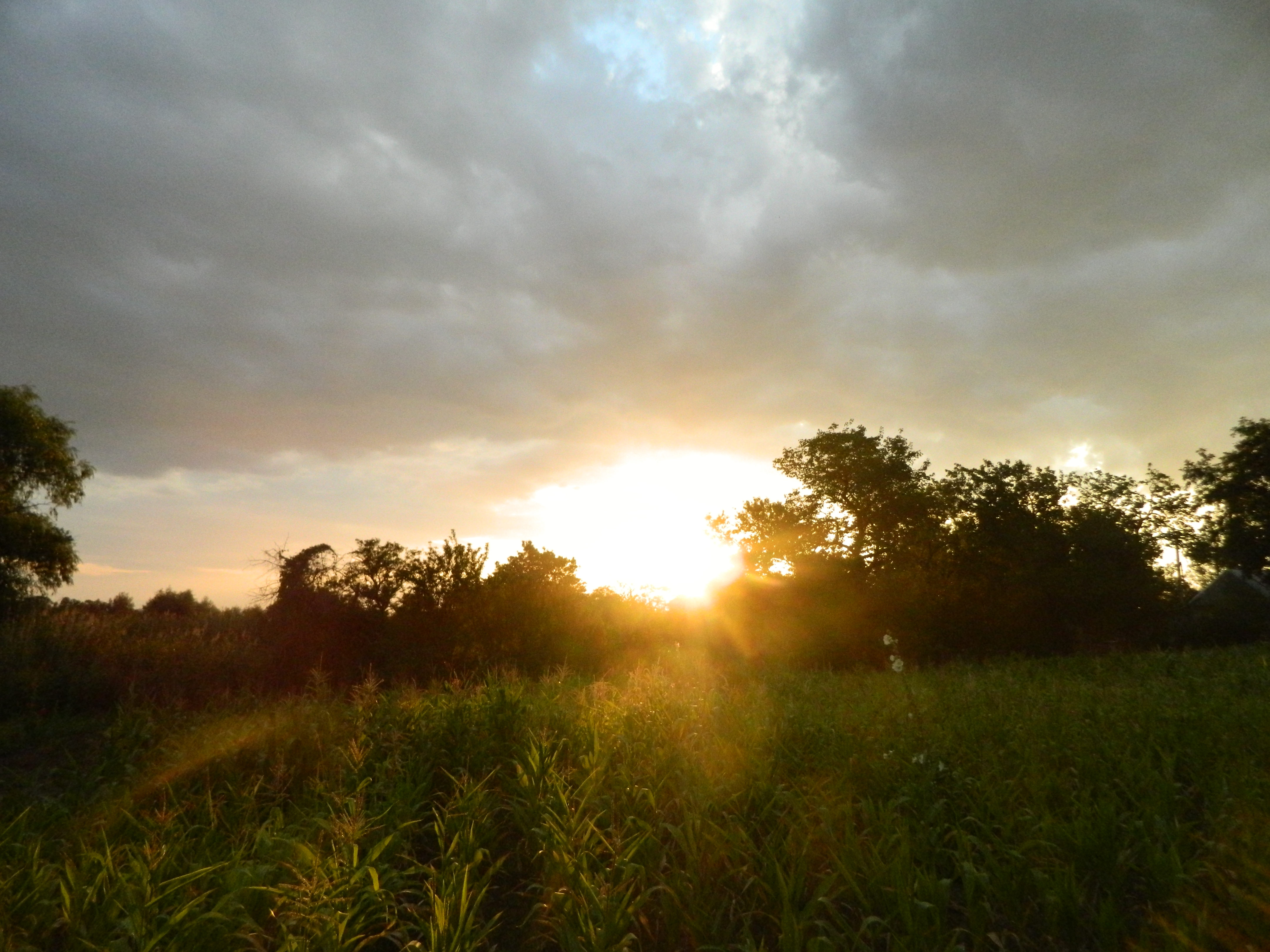

46°50′52″N 40°18′24″E / 46.84778°N 40.30667°E
澤爾諾格勒區（俄语：Зерноградский район），是俄羅斯的一個區，位於該國西南部，由羅斯托夫州負責管轄，面積2,663平方公里，2010年人口58,757，人口密度每平方公里22.06人。